# Галиновільська сільська рада
| Галиновільська сільська рада — колишня адміністративно-територіальна одиниця та орган місцевого самоврядування у Старовижівському районі Волинської області з адміністративним центром у с. Галина Воля. Припинила існування 11 січня 2019 року через об'єднання в Старовижівську селищну територіальну громаду Волинської області. Натомість утворено Галиновільський старостинський округ при Старовижівській сільській громаді. Водоймища на території, підпорядкованій даній раді: річка Вижівка. Сільській раді були підпорядковані населені пункти: - с. Галина Воля - с. Смолярі |

## Склад ради
Рада складалась з 16 депутатів та голови.

### Керівний склад ради
| ПІБ                      | Основні відомості                                                               | Дата обрання | Дата звільнення |
| ------------------------ | ------------------------------------------------------------------------------- | ------------ | --------------- |
| Коржан Василь Васильович | Сільський голова, 1967 року народження, освіта, безпартійний                    | 26.03.2006   | 31.10.2010      |
| Коржан Василь Васильович | Сільський голова, 1967 року народження, освіта середня спеціальна, безпартійний | 31.10.2010   |                 |

Примітка: таблиця складена за даними джерела

## Населення
Згідно з переписом УРСР 1989 року чисельність наявного населення сільської ради становила 1756 осіб, з яких 858 чоловіків та 898 жінок.
За переписом населення України 2001 року в сільській раді мешкало 1738 осіб.

### Мова
Розподіл населення за рідною мовою за даними перепису 2001 року:
| Мова       | Відсоток |
| ---------- | -------- |
| українська | 99,83 %  |
| російська  | 0,17 %   |